# Opus caementicium

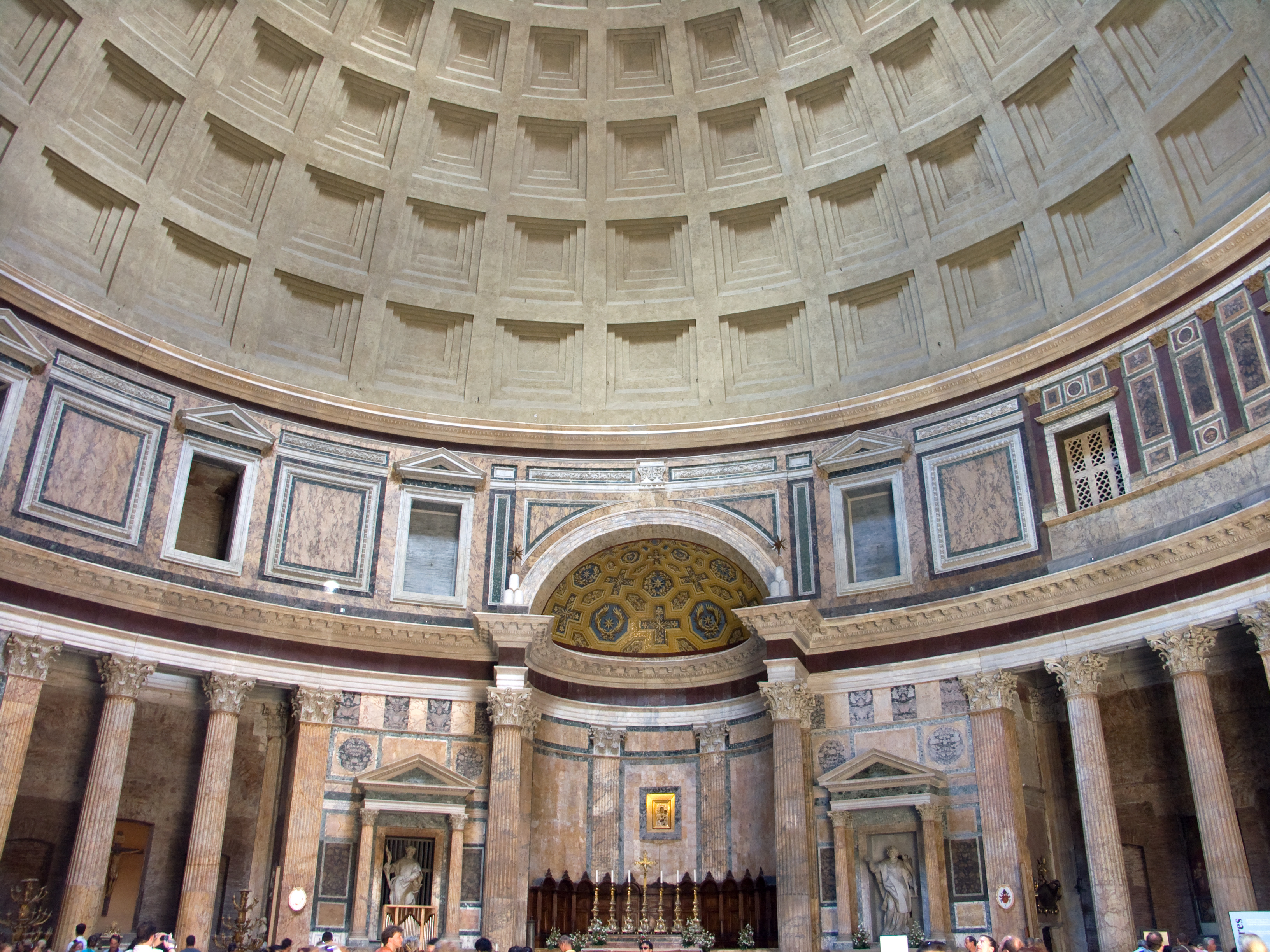
El Panteón de Roma, levantado con opus caementicium.

El opus caementicium u hormigón romano (del latín opus ‘obra, trabajo’ y caementum ‘grava, piedra en bruto’) es un tipo de material de construcción hecho de mortero y de piedras de todo tipo (de residuos, por ejemplo) que tiene la apariencia del hormigón. La mezcla se hacía a pie de obra, alternando paladas de mortero con guijarros.
El hormigón romano se podía emplear solo, dándole forma dentro de un encofrado, o usarlo para llenar los espacios entre paredes y bóvedas rellenando el espacio entre dos paredes de bloques rectangulares de piedra que funcionan como encofrado perdido (opus quadratum, opus vittatum y opus reticulatum). A medida que se iba subiendo la pared, se podían poner hiladas de ladrillos atravesadas a lo ancho de la pared, lo que permitía trabar ambas paredes exteriores, para que la distancia entre ambas permanezca constante y aumentar la resistencia del conjunto.
El opus caementicium es una de las claves del éxito arquitectónico de las construcciones romanas, por su velocidad de ejecución y la solidez de la construcción una vez terminada. Permitió la realización de un tipo de cúpula de una sola pieza, llamada bóveda de hormigón, con un vano de varias decenas de metros, como la Basílica de Majencio o el Panteón de Agripa.
El uso del hormigón romano se generalizó en torno al año 150 a. C.;algunos estudiosos creen que se desarrolló un siglo antes.
El hormigón romano difiere del moderno en que los áridos a menudo incluían componentes de mayor tamaño; de ahí que se colocara en lugar de verterse.Los hormigones romanos, como cualquier hormigón hidráulico, solían poder fraguar bajo el agua, lo que resultaba útil para puentes y otras construcciones ribereñas.

## Referencias históricas

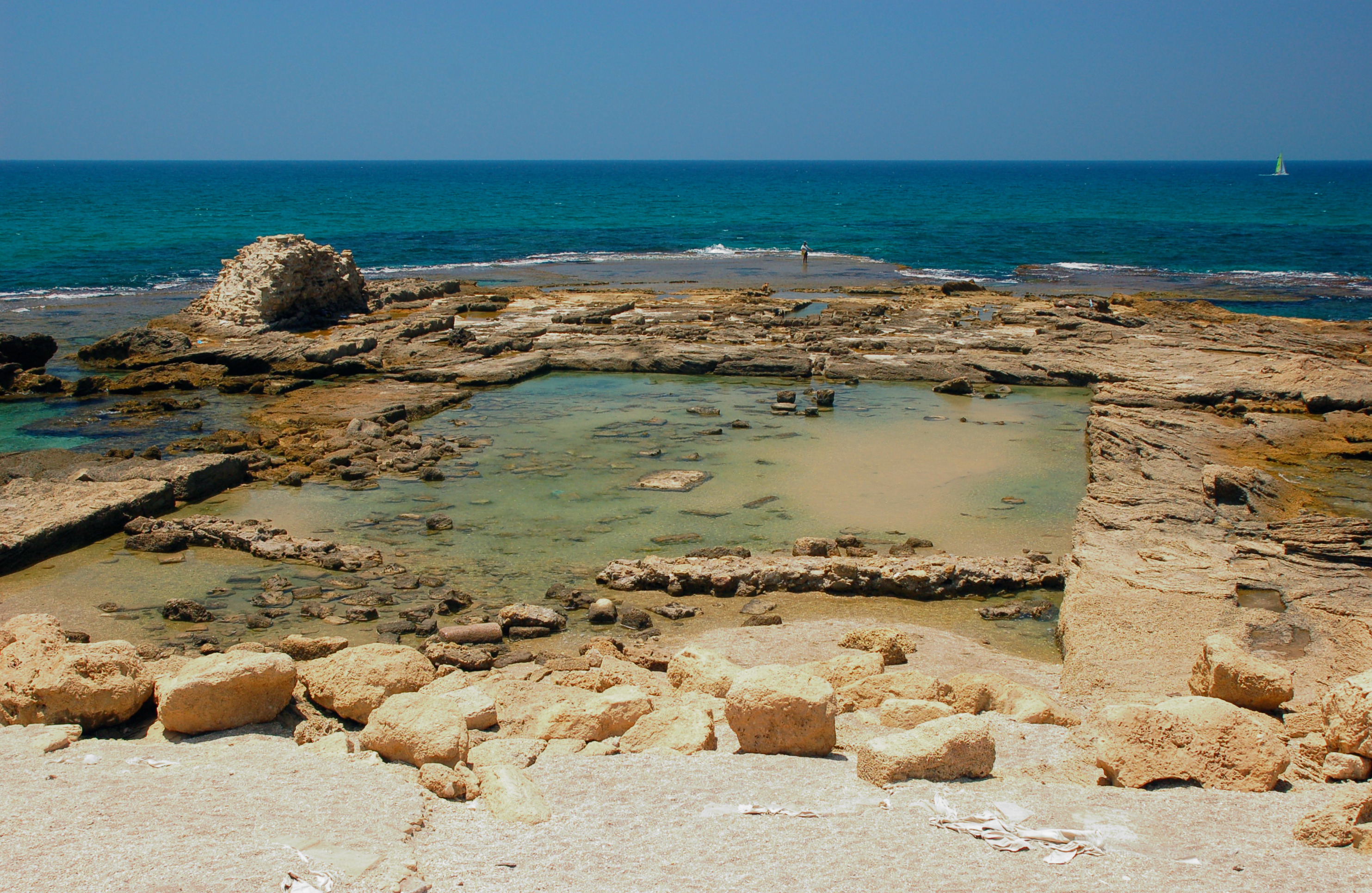
Cesarea Marítima es el primer ejemplo conocido de haber utilizado la tecnología de hormigón romano bajo el mar a una escala tan grande.

## Propiedades de los materiales

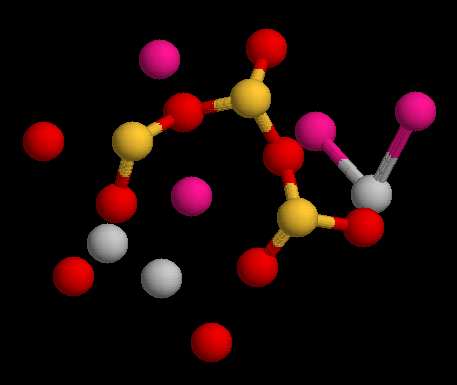
Estructura cristalina de la tobermorita: célula elemental.

## Galería

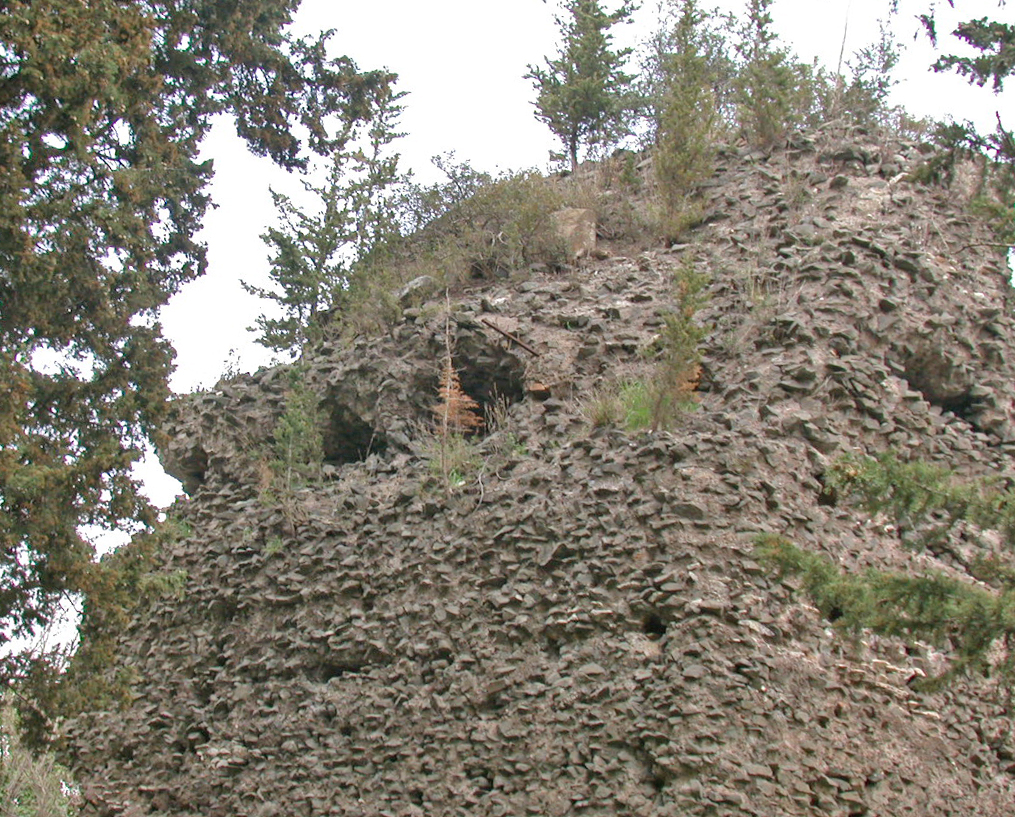
Opus caementicium visible en una tumba romana de la Vía Apia.
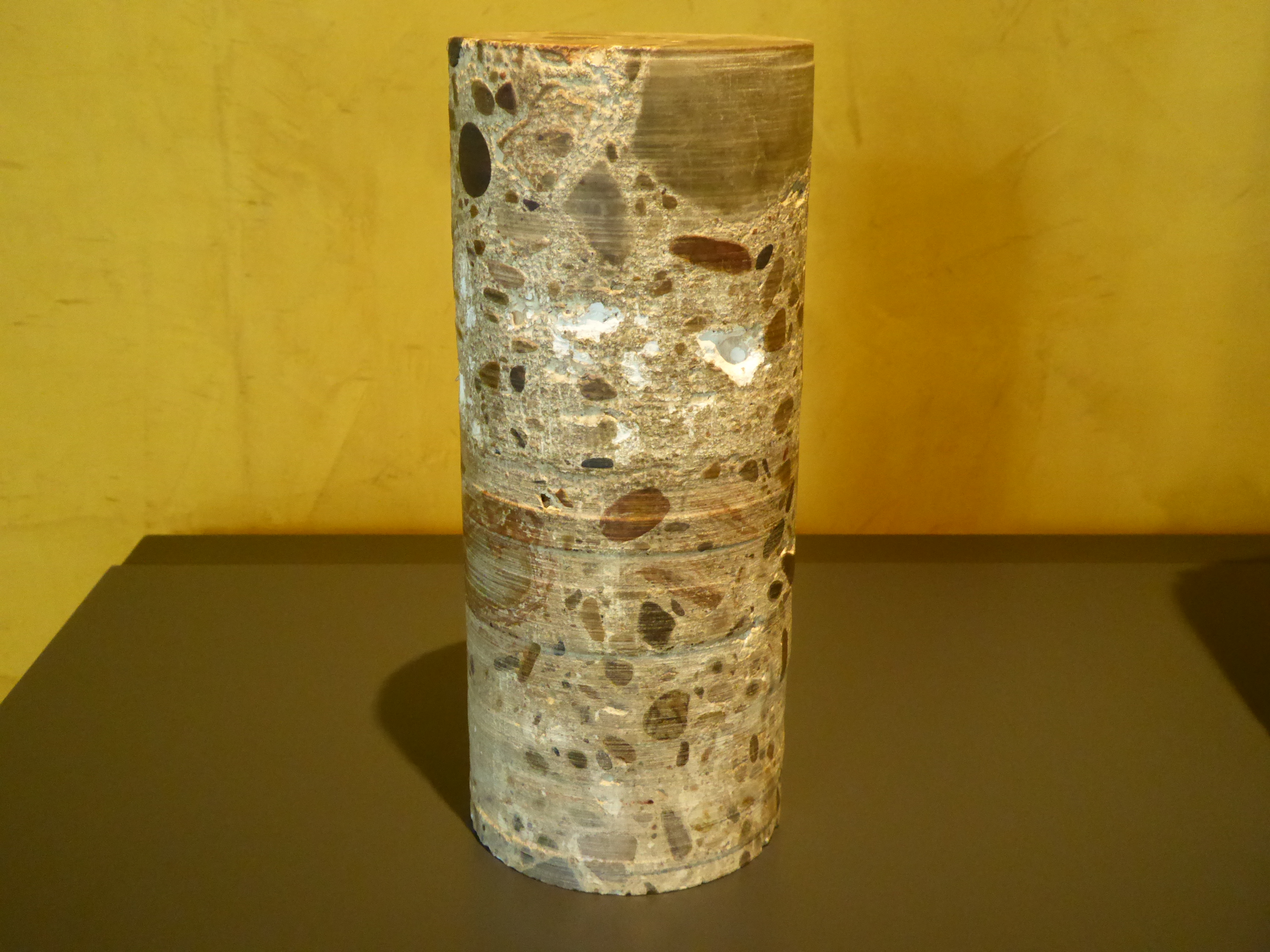
Testigo de opus caementicium en el teatro romano de Caesaraugusta.
Teatro romano de Zaragoza. Estructura de las gradas en opus caementicium.